# Indig Ottó (színműíró)
Indig Ottó (Brassó, 1890. november 18. – Bellinzona, Svájc, 1969. május 22.) színműíró, forgatókönyvíró, újságíró.

## Életútja
Kolozsváron jogot tanult, majd újságíró, később szerkesztő lett. Kolozsváron 1916 és 1926 között munkatársa volt az Ellenzék című lapnak, majd 1926-ban főszerkesztője lett a Hétfő reggelnek.
Versei, elbeszélései és karcolatai különböző kötetekben jelentek meg. Első vígjátékát 1923-ban Kolozsváron mutatták be, Játék címmel. 1930 körül Budapestre költözött. Itt írta erdélyi témájú színművét, A torockói menyasszonyt, melyet először 1931-ben a Belvárosi Színházban, Dayka Margit címszereplésével mutattak be. Kolozsváron és több erdélyi városban első felesége, Neményi Lili játszotta a főszerepet. A művet több nyelvre is lefordították, sőt a darabból 1937-ben film is készült. 1938-ban Párizsba, 1951-ben pedig Münchenbe költözött, ahol a Szabad Európa Rádió munkatársa volt 1961-ig, amikor nyugdíjazták. Utána főleg az Új látóhatárban, a müncheni magyar nyelvű irodalmi és politikai folyóiratban publikált.
1969-ben, útban Ascona felé, kiesett a vonatból és szörnyethalt.

## Kötetei
1. Papírkosár (Kolozsvár, 1922)
2. Játék (1923) – vígjáték
3. A torockói menyasszony (1931) – színdarab[1]
4. Tűz a Monostoron (1932)
5. Ember a híd alatt (1933) – színdarab
6. Magasiskola (1934) – színdarab
7. Két ember eltéved (Budapest, 1936)
8. Tizenhárom kislány mosolyog az égre (1938)
9. Kánikula (Budapest, 1947), újra kiadva Kráter Műhely Egyesület (2009)
10. Pipacs (Budapest, 1948)

## Forgatókönyvei
1. Ember a híd alatt (1936)
2. Torockói menyasszony (1937)
3. Pusztai szél (1937)
4. Segítség, örököltem! (1937)
5. Te csak pipálj, Ladányi! (1938)

## Feldolgozások
2006-ban a Torockói menyasszony című színdarabjából készített klezmeroperett, Molnár Piroska alakításával, nagy sikert aratott az Operett Színházban.